# Gianni Possio
Gianni Possio, all'anagrafe Giovanni Possio (Torino, 3 agosto 1953), è un compositore italiano.

## Biografia
Studia armonia e contrappunto al Conservatorio di Torino sotto la guida di Azio Corghi e Enrico Correggia per poi diplomarsi in composizione con Giacomo Manzoni al Conservatorio di Milano.
Sue opere sono state premiate in diversi concorsi ed eseguite in importanti sedi concertistiche, nonché registrate e trasmesse da diversi enti televisivi e radiofonici. È stato più volte ospite di importanti contesti quali Festival Estival di Parigi, St. Martin in the Field a Londra, Ferienkurse di Darmstadt, Nuova Consonanza e Nuovi Spazi Musicali di Roma, Cantiere Internazionale di Montepulciano, Aterforum di Ferrara, Europa Musica di Candia, Festival Pontino, Rassegna del Gruppo Musica Insieme di Cremona, Nuova Musica di Genova, Settembre Musica e Antidogma Musica di Torino, Teatro alla Scala, I Pomeriggi Musicali e Musica nel nostro tempo di Milano e numerosi altri festival (Certaldo, Berlino, Napoli, Amsterdam, Berger, Aarhus, Braunwald, Lisbona, S. Paolo del Brasile, Locarno, Boston, Edimburgo, Buenos Aires, Los Angeles, Salisburgo, ecc).
Possio ha scritto varie composizioni teatrali: la sua prima opera, Boine, è stata rappresentata per la prima volta al Festival d'Imperia nel 1983, mentre il suo balletto Games ha avuto la sua prima rappresentazione assoluta al Teatro Verdi di Sassari nel 1985.
Le sue opere sono edite da Carisch, Edipan, Ricordi e Rugginenti (di cui è stato direttore artistico). Sono inoltre state pubblicate alcune incisioni discografiche di suoi lavori.
Attualmente è docente al Conservatorio di Milano e all'Università degli Studi di Milano.

## Opere significative

### Opere liriche
- Boine, due atti su libretto di Giuseppe Conte (1983)
- Il cappotto per caso, opera lirica, da un racconto di Gogol (2003)
- Canterville's Ghost Party, opera comica (2004)

### Musica per orchestra
- Note da un giardino dello stagno di sogno (1986)
- Ouverture, un peché de ma jeunesse (1992)
- ...e il Momoto guardava l'infinito (2000)

### Musica vocale
- Agnus Dei per mezzosoprano e undici strumenti (1989)
- Messer eco, canzonetta a tre voci per coro di voci bianche (1989)
- Requiem per soli, coro e orchestra (1990)
- Oh immensità per soprano, flauto, violino, viola e pianoforte, testo di Cesare Pavese (1999)

### Musica da camera
- Lunaire per pianoforte (1982)
- Before this dawn per viola (1985)
- I sogni della memoria per due o più strumenti ad libitum (1985)
- Paesaggio in eco per clarinetto, violino, violoncello, pianoforte e percussione concertante ad libitum (1986)
- Trio (Schoenberg music) per violino, violoncello e pianoforte (1987)
- Variazione seconda per flauto e nastro magnetico (1995)
- Prima Veglia per pianoforte a 4 mani (2001)